# Szaduf

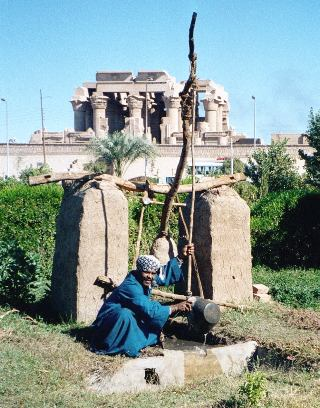
Szaduf (w dzisiejszym Kom Ombo)

Szaduf (szabuf) – rodzaj żurawia wynalezionego w starożytnym Egipcie i służącego do przelewania wody. 
Wprowadzona w epoce Nowego Państwa forma żurawia studziennego, którego zasada działania oparta była na dźwigni wykorzystującej przeciwwagę. Nowatorskie wówczas urządzenie pozwalało na przelewanie wody bezpośrednio z Nilu do kanałów irygacyjnych lub do bezpośredniego nawadniania ogrodów. Szaduf składał się ze skórzanego wiadra przymocowanego do belki oraz umieszczonego po drugiej stronie obciążnika z kamieni, który umożliwiał dźwiganie pojemnika i jego opróżnianie. Także w dzisiejszych czasach szaduf jest wykorzystywany dość powszechnie.